# Frisky Business
Frisky Business è una visual novel del 2017 per PC e PlayStation 4, prodotta e pubblicata dallo sviluppatore indipendente K Bros Games.

## Trama
L'investigatore privato Falco Frisk, assieme al suo assistente Charlie e alla sua amica poliziotta Sam, indaga al caso di tre procaci ragazze impaurite dalla costante presenza, nei paraggi della loro abitazione, di un individuo mascherato da clown che le osserva. Mentre Falco unisce l'utile al dilettevole, corteggiando le sue belle clienti, le indagini conducono a una setta satanica che rapisce le ragazze allo scopo di ucciderle.